# Clase Bouchard (1936)
La Clase Bouchard fue una serie de rastreadores construida para la Armada Argentina en 1935. Fueron 8 (ocho) unidades: Bouchard, Drummond, Granville, Fournier, Parker, Py, Robinson, Seaver y Spiro.

## Características
Una unidad perteneciente a la clase Bouchard desplazaba 520 t con carga completa, y tenía una eslora de 59 m, una manga de 7,3 m y un calado de 2,27 m. Estaba impulsada por dos motores diésel de 2000 bhp que le permitían desarrollar hasta 16 nudos de velocidad. Su armamento consistía en dos cañones de calibre 100 mm, otro dos de 40 mm y dos ametralladoras de 7,65 mm.

## Unidades
| Nombre    | Número | Constructor                                      | Iniciado | Botado | Asignado | Baja | Destino              |
| --------- | ------ | ------------------------------------------------ | -------- | ------ | -------- | ---- | -------------------- |
| Drummond  | M-2    | Talleres Generales de la Base Naval Río Santiago | 1935     | 1936   | 1937     | 1964 | Vendido              |
| Robinson  | M-3    | Hansen y Puccini                                 | -        | 1938   | 1939     | 1967 | Vendido              |
| Granville | M-4    | Talleres Generales de la Base Naval Río Santiago | -        | 1937   | 1937     | 1967 | Vendido              |
| Fournier  | M-5    | Sánchez                                          | -        | 1939   | 1940     | 1949 | Naufragio            |
| Bouchard  | M-7    | Talleres Generales de la Base Naval Río Santiago | 1935     | 1936   | 1937     | 1964 | Vendido a Paraguay   |
| Py        | M-10   | Talleres Generales de la Base Naval Río Santiago | -        | 1938   | 1939     | 1964 | Vendido a Paraguay   |
| Parker    | M-11   | Sánchez                                          | -        | 1937   | 1937     | 1963 | Vendido              |
| Seaver    | M-12   | Hansen y Puccini                                 | 1935     | 1936   | 1937     | 1964 | Vendido a Paraguay   |
| Spiro     | M-13   | Talleres Generales de la Base Naval Río Santiago | -        | 1937   | 1938     | 1962 | Transferido a la PNM |